# Fédération française des pêcheurs à la mouche et au lancer

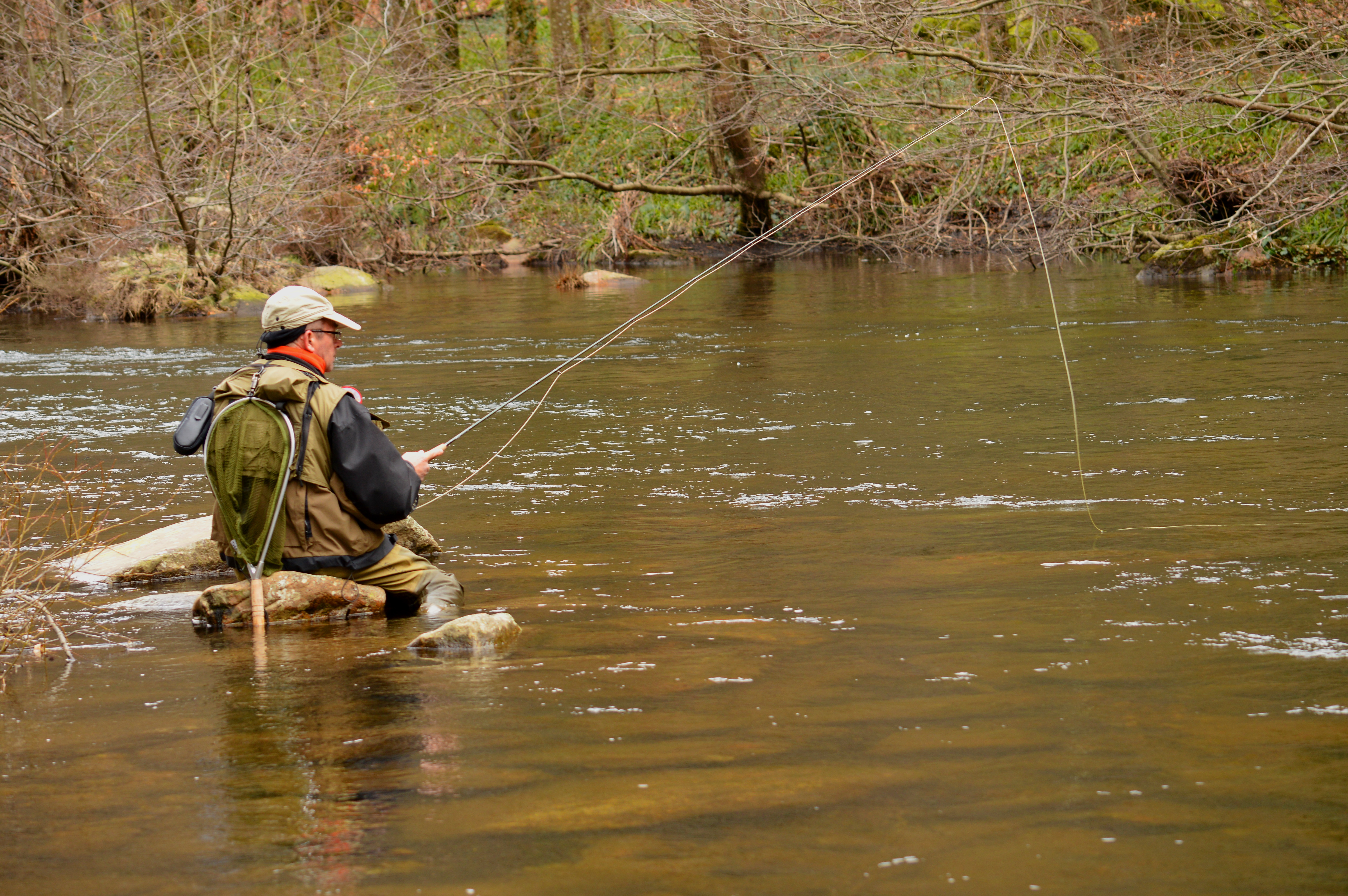
Pêche à la mouche.

La Fédération française des pêcheurs à la mouche et au lancer (FFPML) est une fédération sportive française.
La FFPML a pour vocation de fédérer les pêcheurs à la mouche français, dans le cadre de la "Charte Morale Internationale du Pêcheur Sportif" (charte proposée par la France en 2002 et adoptée par la FIPS) et conformément à l'esprit prôné par le Comité international olympique. C'est dans cet esprit que la FFPML a fait de la France la nation la plus titrée au monde dans un sport pourtant très largement dominé en nombre par les Anglo-Saxons, avec 7 médailles d'or en classement senior et 2 en classement junior (médaille d'or en 2006 aux championnats du monde au Portugal).
À compter de 2017, elle a intégré la FFPS en tant que commission nationale mouche.